# Zelotes exiguoides
Espèce
Zelotes exiguoides est une espèce d'araignées aranéomorphes de la famille des Gnaphosidae.

## Distribution
Cette espèce se rencontre aux États-Unis au New Hampshire, au New Jersey, en Pennsylvanie, au Dakota du Nord, au Nebraska, au Colorado, en Utah, au Montana et au Washington et au Canada en Colombie-Britannique, en Alberta, au Manitoba, en Ontario et au Québec,.

## Description
Les mâles mesurent 2,30 mm en moyenne et les femelles 2,55 mm.

## Publication originale
- Platnick & Shadab, 1983 : A revision of the American spiders of the genus Zelotes (Araneae, Gnaphosidae). Bulletin of the American Museum of Natural History, no 174, p. 97-192 (texte intégral).